# Leucadendron platyspermum
Espèce
Leucadendron platyspermum est une espèce de plantes à fleurs de la famille des Proteaceae. Cet arbuste à fleurs, originaire du Cap-Occidental en Afrique du Sud, fait partie du fynbos.

## Description
Leucadendron platyspermum atteint 1,7 m de haut. Les feuilles sont étroites, lancéolées, disposées en alternance et d’un vert intense. Elles ont souvent une texture soyeuse et peuvent atteindre 10 cm de long. La floraison a généralement lieu entre juillet et novembre, avec des structures en forme de bractées qui passent du vert au jaune vif à maturité. Les cônes distincts qui se développent après la floraison sont essentiels à sa reproduction, contenant de larges graines bien adaptées à son habitat exposé aux incendies. La plante meurt après un incendie, mais les graines survivent. Celles-ci sont stockées dans un trou sur la plante femelle et ne tombent au sol qu'après les premières pluies d'automne suivant un incendie. Les graines sont ailées et dispersées par le vent. La plante est dioïque, unisexuée, il existe des plants distincts avec des fleurs mâles et femelles, pollinisées par le vent.

## Répartition et habitat
On trouve Leucadendron platyspermum du Donkerhoekberg près de Villiersdorp, du Groenlandberg et du Kleinmondberge, de Houhoek à l'Elimvlakte. Il pousse principalement dans les sols sableux et schisteux, à une altitude entre 0–1 350 m.

## Dénominations
Cette plante est appelée communément en afrikaans Kraaltolbos, et, en anglais, Plate-seed conebush.

## Systématique
Le nom correct complet (avec auteur) de ce taxon est Leucadendron platyspermum R.Br..
Leucadendron platyspermum a pour synonymes :
- Protea platysperma (R.Br.) Kuntze
- Protea polysperma Poir.